# Жаир
Жаир да Коща (на португалски: Jair da Costa) е бивш бразилски футболист, нападател или дясно крило.

## Кариера
Жаир започва футболната си кариера с отбора на Португеза през 1960 г. Забелязан е от скаути на АК Милан, но когато участва на проби е отхвърлен. Друго виждане имат обаче в другия милански отбор - Интер. Там Жаир дебютира през ноември 1962 г. в мач срещу отбора на ФК Дженоа. Само две минути след като влиза в игра отбелязва първия си гол с черно-синята фланелка и става неизменен титуляр до края на сезона, когато на 5 май 1963 г. Интер вдига осмото в историята си скудето. С нерадзурите Жаир печели 2 последователни купи на европейските шампиони, 2 последователни междуконтинентални купи и 4 титли на Серия А. Изиграва 260 мача и отбелязва 69 гола във всички турнири.
За Бразилия записва само един мач на световното първенство през 1962 г., когато страната му става световен шампион. Жаир не получава повече шанс за изява, защото на същия пост играе иконата Гаринча.

## Отличия
- Шампион на Италия: 4

Интер: 1962/63, 1964/65, 1965/66, 1970/71
- Шампион на Паулища: 1

Сантош: 1973
- Купа на Европейските шампиони: 2

Интер: 1963/64, 1964/65
- Междуконтинентална купа: 2

Интер: 1964, 1965
- Световен шампион: 1

Бразилия: Чили 1962